# Marc van den Broek
Pour les articles homonymes, voir van den Broek et Vandenbroek.
Marc Jozef Magareta van den Broek (né le 2 février 1953 à Anvers) est un peintre et sculpteur belge.

## Biographie
De 1963 à 1965 et de 1970 à 1971, il étudie à l'Académie royale des beaux-arts d'Anvers. De 1965 à 1970, il étudie à l'université technique de la même ville. De 1972 à 1975, il suit les cours de l'école des arts appliqués d'Anvers.

## Œuvre

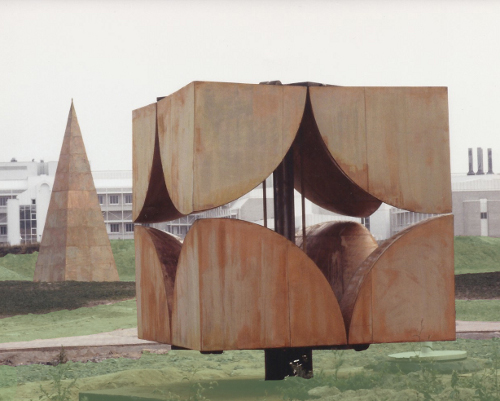
A.TE.M., 1987-1989, centre de formation du service météorologique allemand à Langen (Hesse)

Au début des années 1980, van den Broek crée des installations dans une forme de symbiose entre l'art et la technique. En 1984, il développe l'art cinétique, mettant au point des métamorphoses archaïques-technologiques (A.TE.M.) entre 1987 et 1989 : l'archaïsme est dans les formes les plus simples (sphère, cube, pyramide), la technologie dans le concept et le mouvement des objets.
Inspiré par l'industrie et le commerce et leurs histoires, Marc van den Broek développe dans les années 1990 le projet De l'œuvre d'art dans les affaires. Il s'inspire de la "sculpture sociale" de Joseph Beuys et voit dans la symbiose de l'art et du capitalisme un processus de conception synergique, favorisant l'inspiration, l'innovation et la connaissance et contribuant au développement intellectuel de la société. Cette approche lui permet de travailler à New York entre 1998 et 2008 grâce au mécénat de grandes entreprises.
En parallèle, l'artiste s'intéresse au développement d'Internet et du changement de perception qu'il provoque.